# Raxwerke

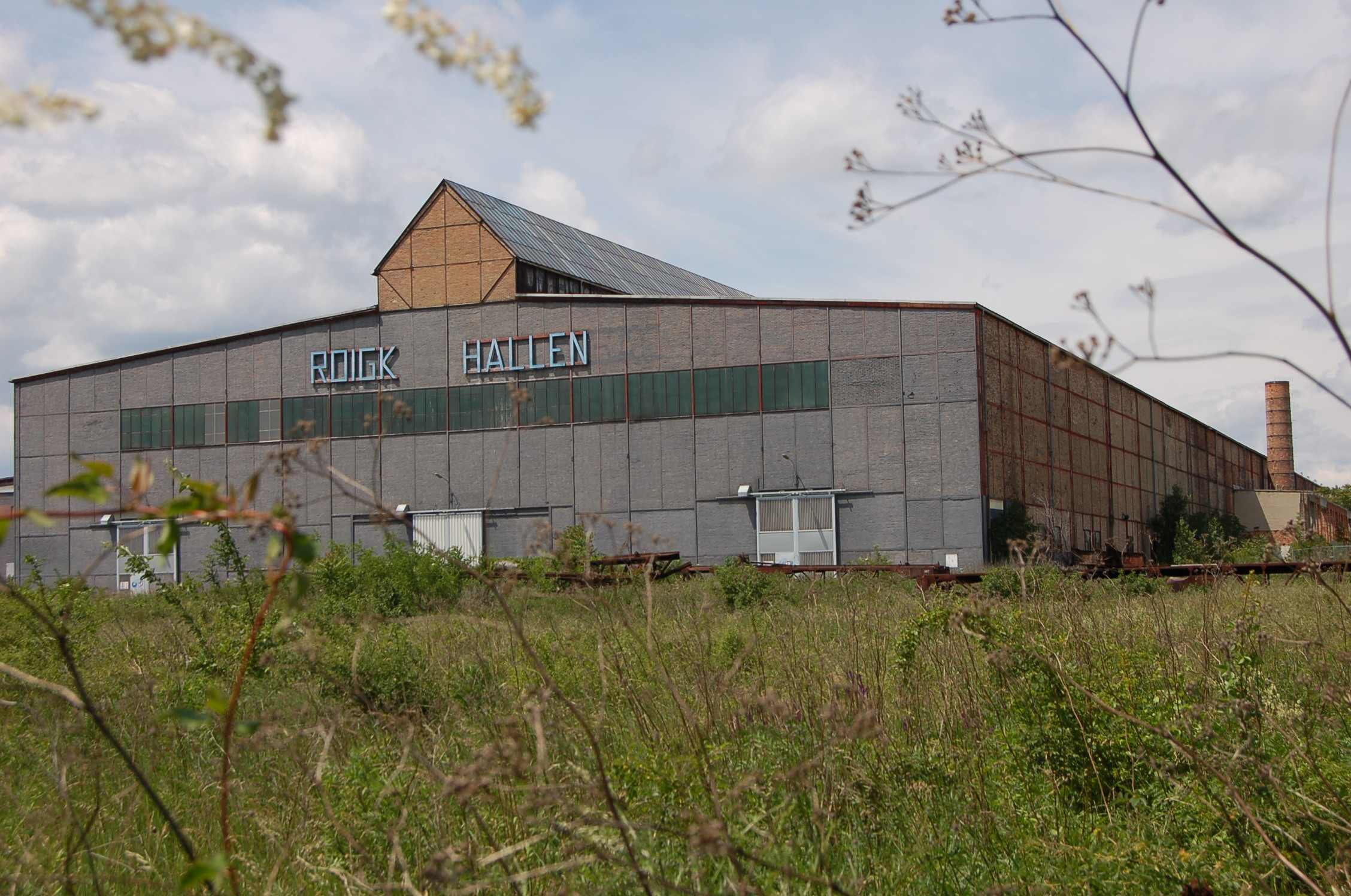
"Serbenhalle" (i.e. "salão sérvio").

Raxwerke ou Rax-Werke era uma instalação da "Wiener Neustädter Lokomotivfabrik" em Wiener Neustadt, na Baixa Áustria. Durante a Segunda Guerra Mundial, a empresa também produziu lâmpadas para tanques Panzer e canhões antiaéreos. Duas fábricas de Raxwerke empregaram vários milhares de trabalhadores forçados do campo de concentração de Mauthausen-Gusen(em 20 de junho de 1943, Mauthausen entregou aproximadamente 500 prisioneiros ao Rax-Werke).:189

## Operações
Parte da Eastern Works (instalações do V-2 na área de Viena-Freidrichshafen), o "salão sérvio" de 30 metros de altura no Raxwerke foi selecionado para a fabricação do V-2.
Algumas seções centrais do V-2 foram montadas pelo Raxwerke quando, em 2 de novembro de 1943, a Décima Quinta Força Aérea dos Estados Unidos mirou na planta vizinha a "Wiener Neustädter Flugzeugwerke" (WNF) na Operação Crossbow e atingiu o Raxwerke. O equipamento de teste de Raxwerke foi subsequentemente transferido para o local da cervejaria Redl-Zipf na Áustria central (codinome "Schlier"), onde as bancadas de teste V-2 foram construídas.:207
Werner Dahm foi enviado do Centro de Pesquisas do Exército de Peenemünde na Alemanha para a Raxwerke para a construção de um estande de teste de motor para o míssil antiaéreo Wasserfall (a construção nunca foi concluída).<ref>«Peenemünde Interviews». Consultado em 23 de outubro de 2008. Cópia arquivada em 17 de outubro de 2003